# Diego Cavinato
Diego Cavinato (São Lourenço do Oeste, 6 maggio 1985) è un giocatore di calcio a 5 brasiliano naturalizzato italiano.

## Carriera

### Club
Cavinato ha iniziato a giocare a calcio a 11 all'età di 10 anni nella squadra della sua città. A 16 anni passa al calcio a 5 in una squadra della zona dove abitava, ed è rimasto per tre stagioni. In seguito si trasferì a Rio Grande do Sul e nel 2006 approda in Italia all'Augusta dove rimane per quattro stagioni. Nel 2010 passa all'Asti con cui, nella stagione 2011-12, vince il suo primo trofeo: la Coppa Italia. Dopo quattro stagioni consecutive in Piemonte, il 4 luglio 2014 l'Acqua e Sapone ufficializza il suo acquisto. Dopo una sola stagione con gli abruzzesi, nell'estate del 2015 si trasferisce allo Sporting Lisbona, con cui si impone anche nelle competizioni continentali. Il 13 giugno 2023, al termine della gara-2 della finale play-off, risulta positivo ai controlli antidoping. Sanzionato con una squalifica di tre anni, Cavinato rescinde il contratto con i lusitani e, nel gennaio 2024, fa ritorno in patria accordandosi con il Guarany.

### Nazionale
In possesso della doppia cittadinanza, Cavinato ha ricevuto la prima convocazione nella nazionale italiana nel 2010. È poi convocato alla Futsal Continental Cup 2014, torneo amichevole ospitato dal Kuwait.

## Palmarès

### Competizioni nazionali
- Coppa Italia: 1
Asti: 2011-12
- Winter Cup: 1
Asti: 2013-14
- Campionato portoghese: 6
Sporting CP: 2015-16, 2016-17, 2017-18, 2020-21, 2021-22, 2022-23
- Taça de Portugal: 1
Sporting CP: 2015-16

### Competizioni internazionali
- UEFA Champions League: 2
Sporting CP: 2018-19, 2020-21